# La Sapienza (película)
La Sapienza es una película dramática francesa - italiana de Eugène Green estrenada en 2015.
El título de la película deriva de Sant'Ivo alla Sapienza, una iglesia católica construida en Roma entre 1642 y 1660 por el arquitecto Francesco Borromini, considerada una obra maestra de la arquitectura barroca romana.

## Sinopsis
Alexandre, un arquitecto de renombre después de recibir un prestigioso premio, junto con su esposa Alienor viaja a Italia, con la intención de producir un libro sobre Borromini. Mientras tanto, Alienor siente que su relación con Alexandre se está desvaneciendo gradualmente. En el camino, los dos se hacen amigos de un hermano y una hermana, Goffredo y Lavinia. Goffredo está a punto de iniciar un curso de estudios de arquitectura y se une a Alexandre en un viaje a Turín y Roma para estudiar las grandes obras de Borromini.
Es una historia de redescubrimiento de las alegrías de la vida y de superación de las angustias. Allí, Alexandre se da cuenta de que Borromini estaba buscando la luz que debe traer de vuelta a su vida tanto para reavivar su práctica arquitectónica como su matrimonio con su esposa.

## Reparto
- Fabricio Rongione como Alexandre Schmidt
- Christelle Prot Landman como Aliénor Schmidt
- Ludovico Succio como Goffredo
- Arianna Nastro como Lavinia
- Hervé Compagne como Ministro
- Sabine Ponte como Isabelle
- Eugène Green como caldeo-asirio